# Erhard Bauer
Erhard Bauer (30 maggio 1925 – 13 gennaio 1994) è stato un calciatore tedesco orientale, dal 1990 tedesco, di ruolo difensore.